# Södermanlands runinskrifter 43
Södermanlands runinskrifter 43 är tre runstensfragment funna i Skälberga i Västerljungs socken, Trosa kommun.
Richard Dybeck nämnde på 1800-talet två fragment som låg "nästan midt på den uti Skälberga hage belägna märkliga fornlemningsplats[en]" (gravfältet Västerljung 11:1). Även Sten Boije af Gennäs kände till fragmenten. Erik Brate försökte inför utgivningen av Södermanlands runinskrifter vid upprepade tillfällen återfinna fragmenten, utan att lyckas. Hösten 1985 hittades de i sydöstra hörnet av gravfältet. Ett av dem hade då gått itu, varför det numera rör sig om tre fragment.

## Inskrift
Translitterering av runraden:
... þina : af-... ...ua faþu(r) ... ... ¶ hialbi a[-... ...ans +] R...
Normalisering till runsvenska:
... þenna æf[tiʀ] [Sal]va(?), faður [sinn. Guð] hialpi and hans. ...
Översättning till nusvenska:
(N. N. reste sten) denna efter Salva, fader (sin, Gud) hjälpe hans ande!
"...denna efter ... fader ... hjälpe ..."
Vid Boijes undersökning fanns fem runor till bevarade. Hans läsning av slutet av inskriften var hialbi at ans + R. En rekonstruktion av texten blir "[N.N. reste sten] denna efter [Sal]ve, fader [sin, Gud] hjälpe [ande hans]".